# Бугарски земљораднички савез
Бугарски земљораднички народни савез (буг. Български земледелски народен съюз), у почетку просветно-економски покрет који су 1899. основали бивши социјалиста Цанко Церковски, Јанко Забунов и Д. Драгиев. Услед економског притиска и политичког терора усмереног на село, за време владе Васила Радославова (1913-1918), покрет се политички профилише и под под вођством Александра Стамболијског (1879-1923) након Првог светског рата управљала земљом три и по године (7. октобар 1919 — 9. јун 1923), настојећи да је извуче из политичке изолације у коју је доспела после пораза у рату, пре свега путем зближења с Југославијом, и да је, економски и финансијски, консолидује. Реформаторска странка и њен председник свргнути су у завери (Софијски преврат) 8/9. јуна 1923. године, а Стамболијски је зверски убијен пет дана касније. Велики број избеглих чланова странке и министре из бившег кабинета Стамболијског примила је Југославија и са њима постигла договор о заједничкој борби за обарање владе А. Цанкова. Касније, од 1931. године, земљорадничка странка (земљоделци, дружбаши) је учествовала у власти у оквиру коалиционих кабинета (Народни блок) премијера – демократа Александра Малинова (1931) и Николе Мушанова (1931-1934).